# فهرست وابسته‌های دیپلماتیک قبرس شمالی

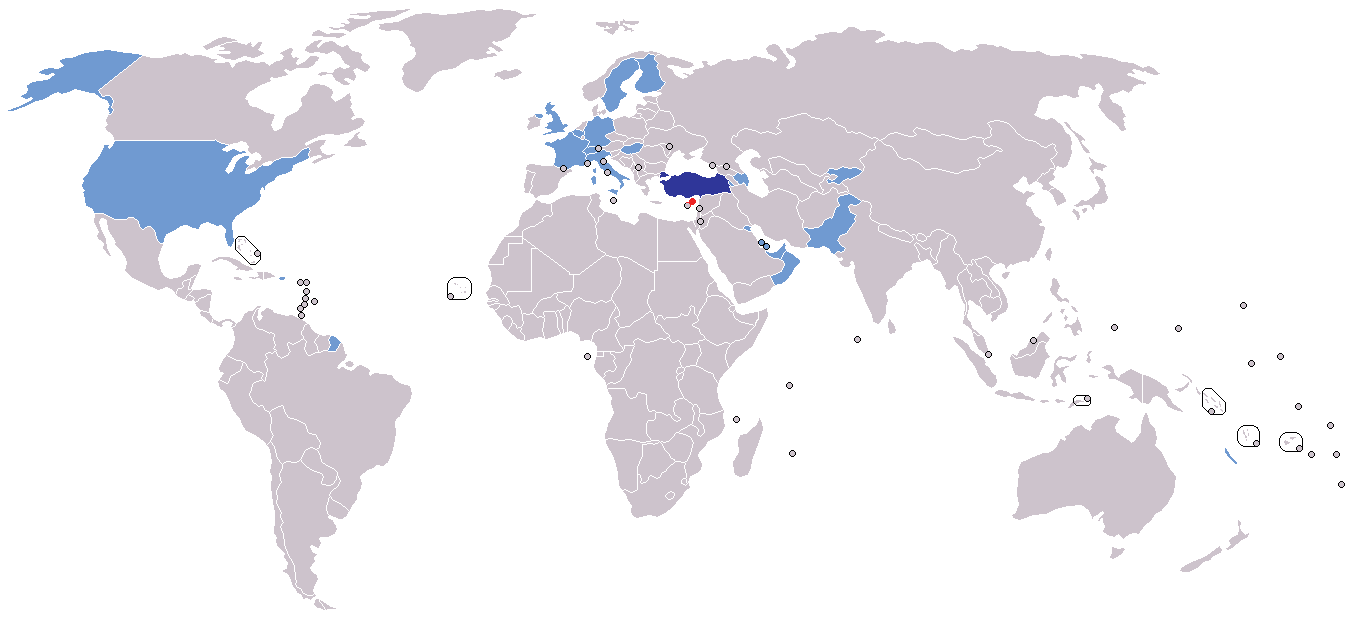
نقشه نمایندگی‌های دیپلماتیک قبرس شمالی
قبرس شمالی
سفارت‌ها
نمایندگی‌های رسمی

نشان رسمی جمهوری ترک قبرس شمالی

قبرس شمالی تنها توسط ترکیه به رسمیت شناخته شده و علاوه بر سفارتخانه این کشور در آنکارا در سه شهر دیگر ترکیه به نام‌های استانبول، ازمیر و مرسین دارای کنسولگری می‌باشد.
در سال ۱۹۷۴ دولت سراسقف ماکاریوس سوم، رئیس‌جمهور وقت قبرس، در کودتایی به تحریک حکومت نظامیان یونان سرنگون شد و ترکیه با استناد به موقعیت خود به عنوان یکی از تضمین‌کنندگان حق حاکمیت قبرس، یگان‌های ارتش خود را در شمال این سرزمین مستقر کرد که عملاً باعث تقسیم این جزیره شد. بحران قبرس پس از حمله ترکیه به قبرس و اعلام استقلال جمهوری ترک قبرس شمالی که فقط از سوی ترکیه مورد تأیید قرار گرفت آغاز شد. با وجود پیشنهادهای گوناگون بین‌المللی این بحران همچنان حل نشده باقی‌مانده‌است. دفاتر دولت قبرس شمالی در سایر کشورها به جز ترکیه در زمینه امور تجاری فعال بوده و حق ارائه ویزا و امور دیپلماتیک را ندارند. در فهرست زیر سفارت‌ها و دفاتر قبرس شمالی در سایر کشورها ذکر شده‌است.

## اروپا

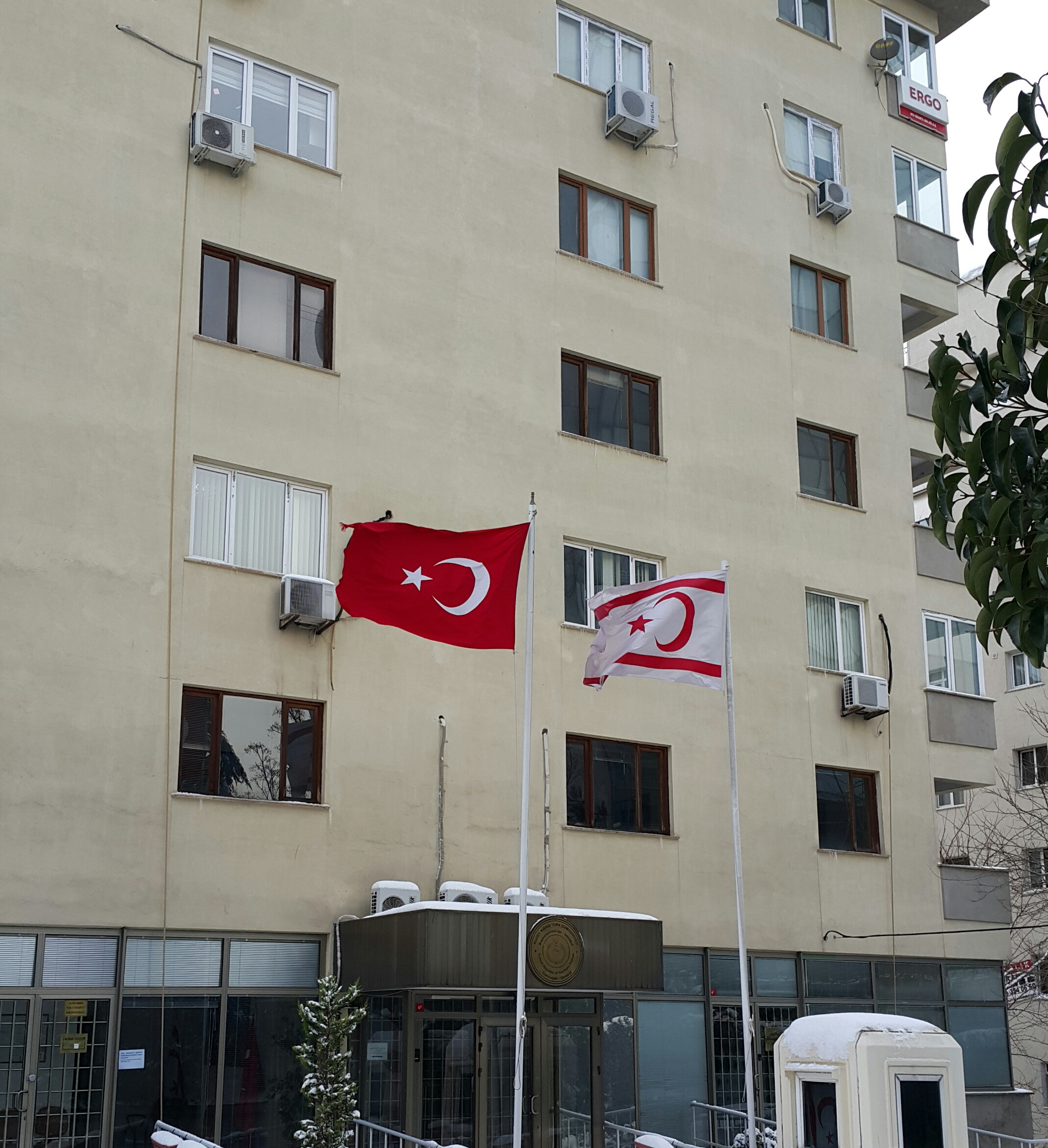
سرکنسولگری قبرس شمالی دراستانبول، ترکیه

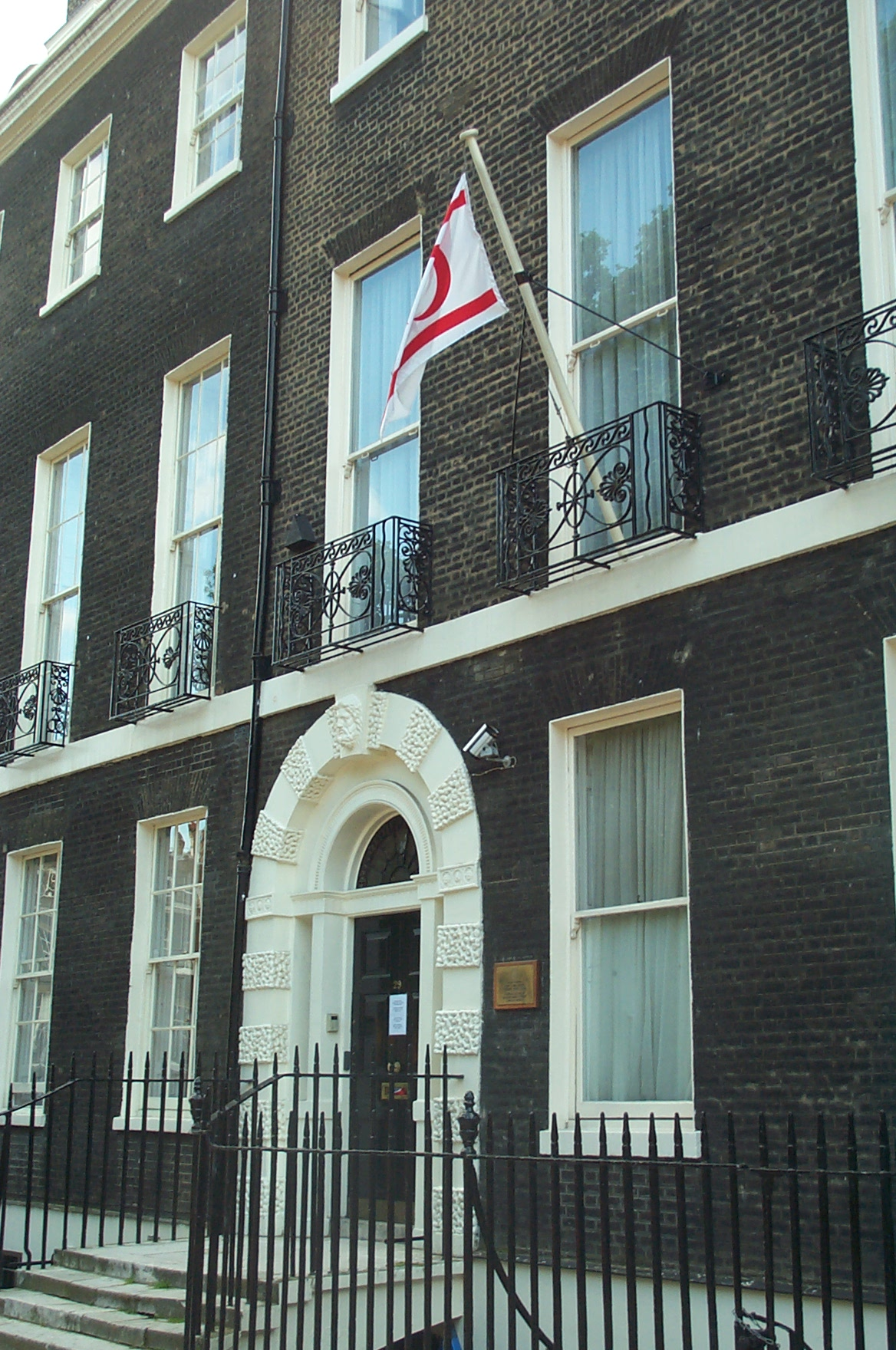
دفتر نمایندگی جمهوری ترک قبرس شمالی در لندن

- جمهوری آذربایجان
  - باکو (دفتر نمایندگی)
- ایتالیا
  - رم (دفتر نمایندگی)
- سوئد
  - استکهلم (دفتر نمایندگی)
- سوئیس
  - ژنو (دفتر نمایندگی)
- ترکیه
  - آنکارا (سفارت)
  - استانبول (کنسولگری)
  - ازمیر (کنسولگری)
  - مرسین (کنسولگری)
- بریتانیا
  - لندن (دفتر نمایندگی)

## آمریکای شمالی
- ایالات متحده آمریکا
  - نیویورک (دفتر نمایندگی)
  - واشنگتن (دفتر نمایندگی)

## آسیا
- بحرین
  - منامه (دفتر نمایندگی)
- اسرائیل
  - تل‌آویو (دفتر نمایندگی)
- کویت
  - کویت (دفتر نمایندگی)
- قرقیزستان
  - بیشکک (دفتر گردشگری و اقتصادی)
- پاکستان
  - اسلام‌آباد (دفتر نمایندگی)
- قطر
  - دوحه (دفتر نمایندگی)
- امارات متحده عربی
  - ابوظبی (دفتر نمایندگی)